# Erythrophleum suaveolens
Erythrophleum suaveolens, comummente conhecida como muave(grafias alternativas muaje e mulaje) ou pau-dos-feiticeiros, é uma espécie de árvore de grande porte, da família das leguminosas-cesalpináceas, nativa das regiões tropicais africanas. 
A casca venenosa desta árvore era historicamente empregue por várias tribos africanas, no âmbito de processos judiciais, à guisa de ordália.

## Nomes comuns
Além dos sobreditos nomes comuns, esta espécie também é conhecida como mitonde e ainda, em Moçambique, como muávi.

## Etimologia
Quanto ao nome científico desta espécie:
- O nome genérico, Erythrophleum, resulta da aglutinação dos étimos gregos erythros, que significa «vermelho»[11], e phleum (φλέως), que significa «junco com tufos lanudos», usada na Antiguidade clássica para aludir à espécie Phleum pratense.[12]

- O epíteto específico, suaveolens, também do latim, e significa «que cheira bem; que tem cheiro adocidado».[13]

## Descrição
Esta espécie de árvore pode ascender até aos 25 metros de altura, havendo, contudo, relatos de espécimes que terão atingido os 30 metros.
O tronco, por seu turno, pode orçar até 60 a 90 centímetros de diâmetro, em grossura.   A casca desta árvore é áspera, grossa e escura. As folhas agrupam-se em folíolos, com posições alternas entre si. Cada folíolo conta com cerca de 7 a 13 folhas. As folhas têm uma coloração verde e um formato oval. 
As flores desta árvore são de cor amarelada, contando com tufos espinhosos. Os frutos são espalmados e encontram-se protegidos dentro de vagens escuras.  

### Toxicidade
A casca do muave contém grandes concentrações de alcalóides, pelo que o seu extracto constitui um veneno potente, que actua de forma extremamente rápida sobre o sistema cardíaco. A sua ingestão produz sintomas de falta de ar, espasmos e paragem cardíaca, em poucos minutos.

## Distribuição
Esta espécie marca presença na África tropical, desde a Serra Leoa ao Sudão, no Sul da República Democrática do Congo, no Nordeste de Angola e do Zimbabué até Moçambique. 

### Habitat
Esta espécie prefere as selvas húmidas, as florestas de galeria nas margens de rios e os prados arborizados. Marca presença a 1.100 metros acima do nível do mar, ausentando-se das florestas perenes.

## Usos

### Judicial
Da casca do muave é extraído um veneno, também conhecido como «muave», que foi historicamente usado por vários povos africanos, para submeter os acusados pela justiça tribal a uma forma de ordália, em que, se apurava a culpa do acusado, forçando-o a ingerir uma bebida, com o referido veneno. Caso o acusado sobrevivesse aos efeitos do veneno, dar-se-ia como provada a sua inocência, caso falecesse, confirmava-se a sua culpa. 
Esta forma de julgamento conheceu uso entre os povos Lundas, de Angola e também na Guiné-Bissau.
Com efeito, na obra de literatura angolana, «Noite de Angústia» de Castro Soromenho figura um relato da aplicação ritual do muave, como forma de recurso judicial, depois de um soba ter sido acusado de homicídio, no âmbito de um ritual de cusambula-mezambo.

### Caça e pesca
O veneno retirado do muave foi historicamente usado pelos povos da África tropical para ervar setas e pontas de lança, usados em contexto de caça e pesca.

### Etnobotânica e medicina histórica
Historicamente, entre tribos da África tropical, chegou-se a usar soluções diluidas da casca tóxica do muave na preparação de mezinhas com propriedades heméticas e purgativas, especialmente contra a ténia. 
No séc. XIX, a medicina ocidental chegou a empregar extractos de muave diluídos, na confecção de fármacos empregues no tratamento de falência cardíaca, antes de ter sido, posteriormente, substituído por alternativas mais seguras.

### Construção e carpintaria
A madeira do muave é muito resistente e amplamente apreciada no âmbito da carpintaria e da construção, podendo ser empregue para fazer junturas, soalho, vigas e taipais.
O âmago dos troncos apresenta uma coloração entre o castanho-amarelada e o castanho-avermelhada, escurecendo por acção da oxidação. Tem uma textura áspera e é bastante dura, pesada, com notável resistência a fungos e insectos xilófagos.